# Acalolepta boninensis
Acalolepta boninensis är en skalbaggsart som beskrevs av Hayashi 1971. Acalolepta boninensis ingår i släktet Acalolepta och familjen långhorningar. Inga underarter finns listade i Catalogue of Life.